# Eupithecia forsterata
Eupithecia forsterata là một loài bướm đêm trong họ Geometridae.